# Котловина на Големите езера
Котловината на Големите езера (на монголски: Их нууруудын хотгор) e обширна тектонска низина в Западна Монголия и частично в Русия, Република Тува. Котловината е разположена между планините Монголски Алтай на запад, Хангай на изток и Тану-Ола на север. На юг чрез ниска седловина се свързва с пустинната котловина Шаргин Гоби. Котловината има форма на равнобедрен триъгълник с обърнат на юг връх с дължина от север на юг 480 km и ширина в северната част до 200 km, с обща площ над 100 000 km². В релефа преобладават слабо наклонените чакълести и глинести равнини, редуващи се с участъци от нискохълмисти райони, редки гранитни възвишения и масиви. Има големи участъци заети с пясъчни пространства с обща площ около 14 000 km² (най-северните пустини на Земята). Надморската височина варира от 750 – 800 до 1500 – 2000 m. Котловината е изградена предимно от антропогенни алувиални, езерни и еолови наслаги. Климатът е рязко континентален с големи температурни амплитуди от -50°С през зимата до 35°С през лятото. Годишната сума на валежите е около 100 – 150 mm, а в околните планини и на север до 350 mm. В Котловината на Големите езера са разположени няколко големи езера: Увс Нур, Хяргас нуур, Урег нуур, Дурген нуур (солени); Хар Ус нуур, Хар нуур, Ачит нуур, Айраг нуур (сладководни) и множество солончаци. През нея протичат няколко големи реки: Ховд (на запад), Завхан и Хонгуй (на изток), Тесийн Гол, Нарийн Гол и Хармасин Гол (на север). На север са разпространени предимно тревисти сухи степи, а на юг – полупустини и пустини с преобладаване на ксерофитни полухрасти и солянки. По долините на реките на места се срещат брезови и тополови горички и храсталаци, а в местата с плитко залягащи грунтови води виреят тръстика и чия. Основният поминък на местното население е животновъдството, а на отделни участъци – поливно земеделие.